# 147 Buchanan Street

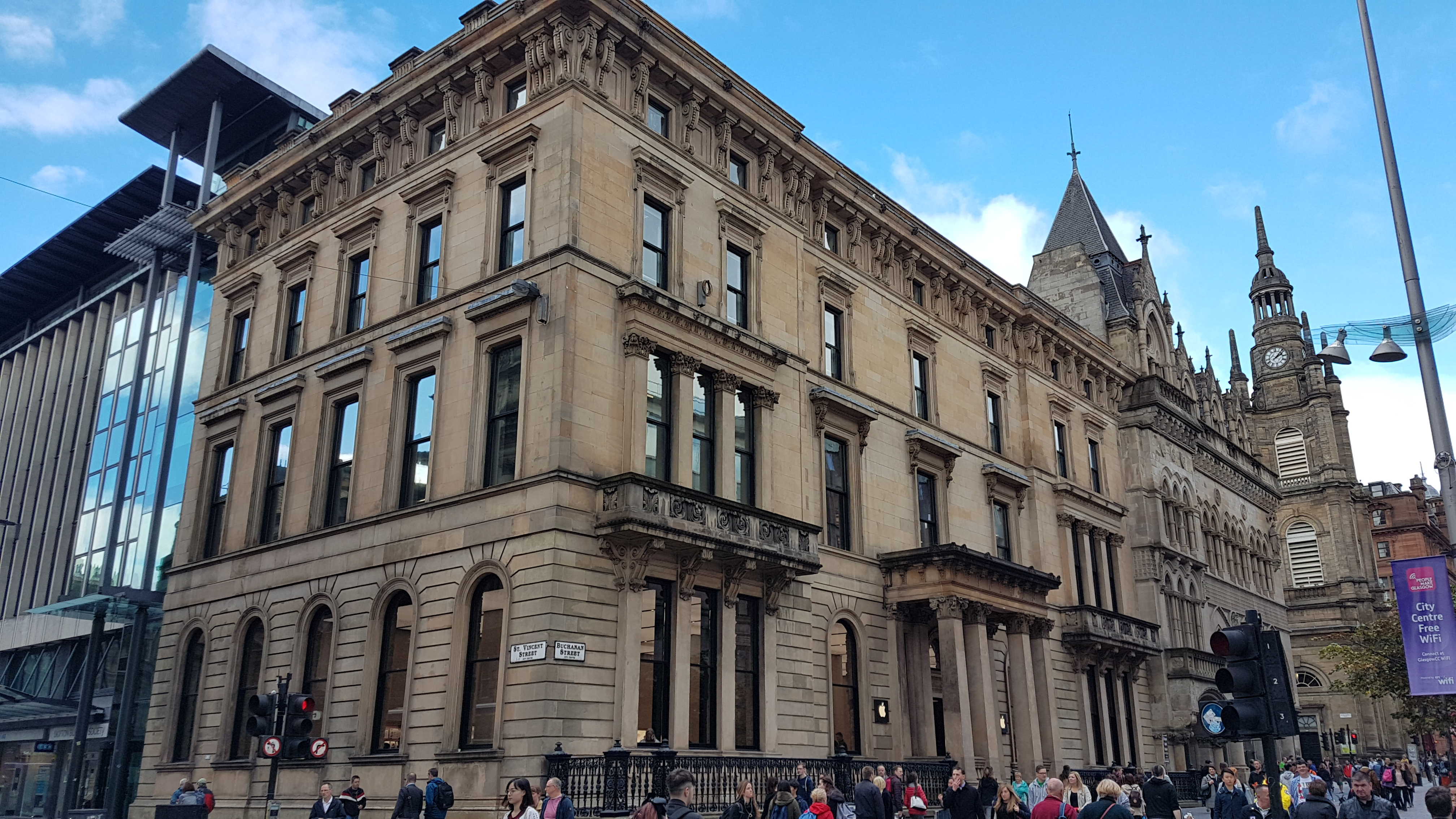
147 Buchanan Street

Unter der Adresse 147 Buchanan Street in der schottischen Stadt Glasgow befindet sich ein Geschäftsgebäude. 1970 wurde das Bauwerk als Einzeldenkmal in die schottischen Denkmallisten zunächst in der Kategorie B aufgenommen. Die Hochstufung in die höchste Denkmalkategorie A erfolgte 1988.

## Geschichte
Das Gebäude wurde zwischen 1839 und 1842 nach einem Entwurf von David und James Hamilton erbaut. An der Planung wirkten John Thomas Rochead und John Baird mit, die zu dieser Zeit als Assistenten in dem Architekturbüro tätig waren. 1874 plante John Honeyman die Umgestaltung des Innenraums. Außerdem wurde ein Flügel hinzugefügt, der jedoch zwischenzeitlich wieder abgebrochen wurde. Honeymans Arbeiten schlugen mit 14.082 £ zu Buche. Für die Erweiterung im Jahre 1912 zeichnet das Architekturbüro Campbell & Hislop verantwortlich.

## Beschreibung
Es handelt sich um das Eckhaus an der Einmündung der St Vincent Street in die Buchanan Street, eine Einkaufsstraße im Zentrum Glasgows. Rechts liegt das Gebäude der Glasgow Stock Exchange und an der Buchanan Street gegenüber das Gebäude 30 St Vincent Place. Das dreistöckige Gebäude ist im Italianate-Stil ausgestaltet. Die Fassaden entlang beider Straßen sind jeweils fünf Achsen weit. Entlang der Buchanan Street treten Eckrisalite leicht heraus. Der zentrale Eingang ist mit einem Portikus mit korinthischen Säulen gestaltet. Das Eingangsportal schließt mit einem Rundbogenfenster. Im Erdgeschoss sind die flankierenden Fenster ebenfalls mit Rundbögen gestaltet. In den Obergeschossen verdachen Gesimse die länglichen Fenster. An den Risaliten sind sie zu Drillingsfenstern gekuppelt. Im ersten Obergeschoss treten auf ornamentierten Konsolen gelagerte Balkone heraus. Es läuft ein Kranzgesims auf Kragsteinen um.